# Parkfriedhof Eichhof

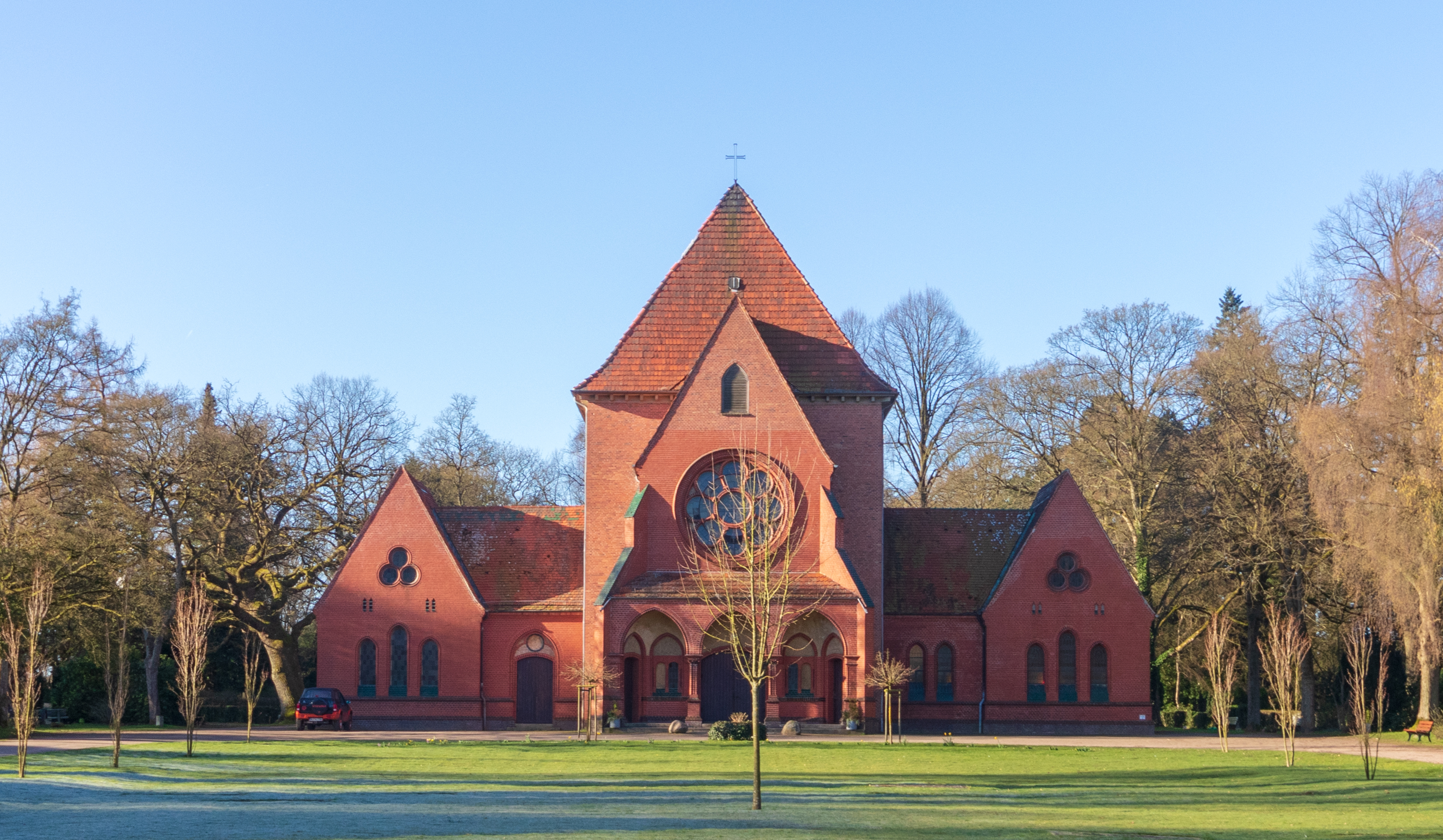
Die Hauptkapelle des Parkfriedhofes

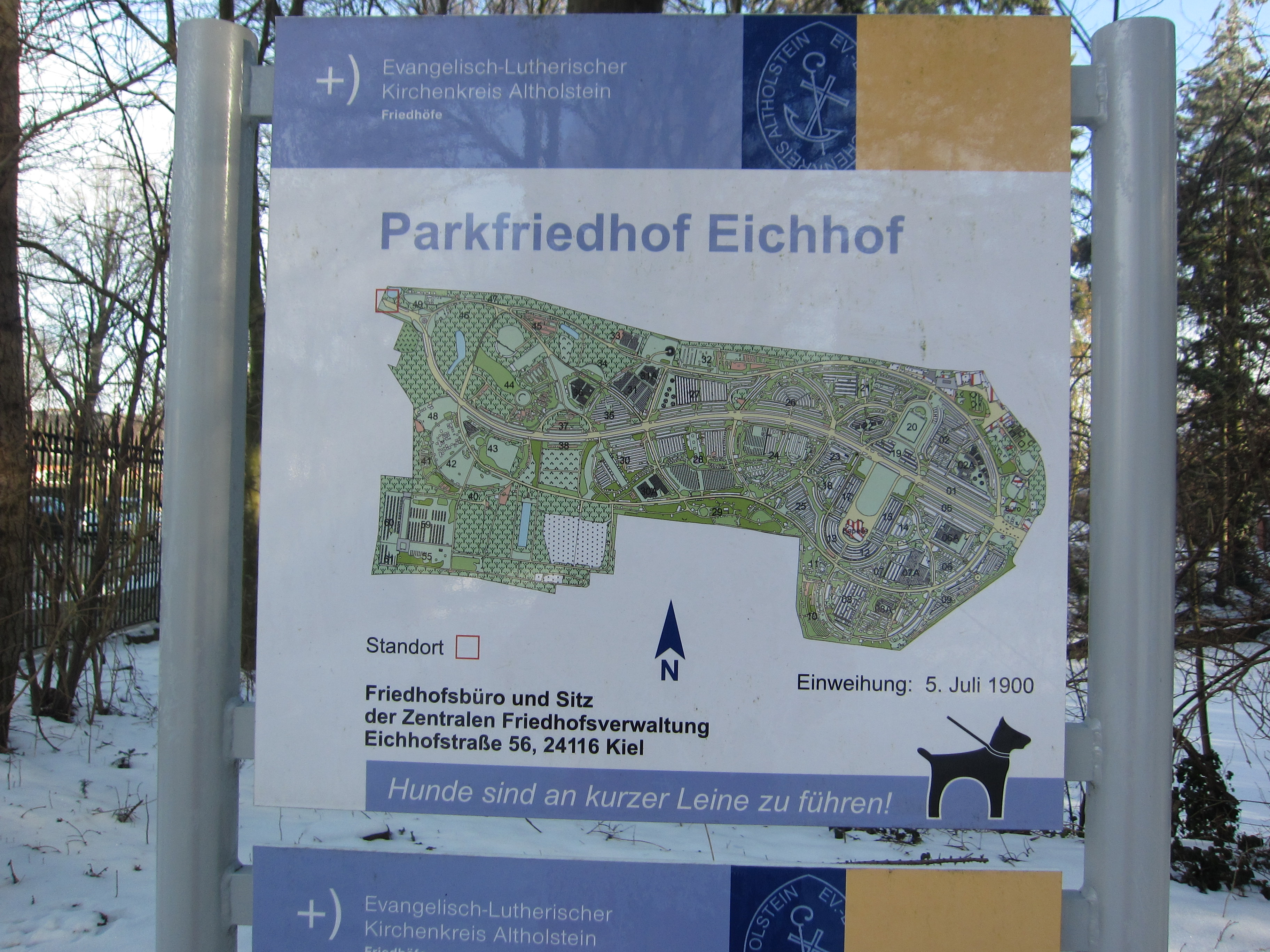
Übersichtsplan

Der Parkfriedhof Eichhof liegt überwiegend in Kronshagen, lediglich der Haupteingang und das Bombenopferfeld befinden sich auf dem Stadtgebiet von Kiel. Mit einer Größe von über 39 Hektar ist der auch Eichhoffriedhof genannte Parkfriedhof der größte Friedhof in Schleswig-Holstein und darüber hinaus in historischer, künstlerischer, ökologischer und städtebaulicher Hinsicht von großer Bedeutung.
Er gehört zum Kirchenkreis Altholstein der Evangelisch-Lutherischen Kirche in Norddeutschland. Im Jahr 2003 wurde der gesamte Friedhof in das Denkmalbuch des Landes Schleswig-Holstein eingetragen.

## Entstehungsgeschichte

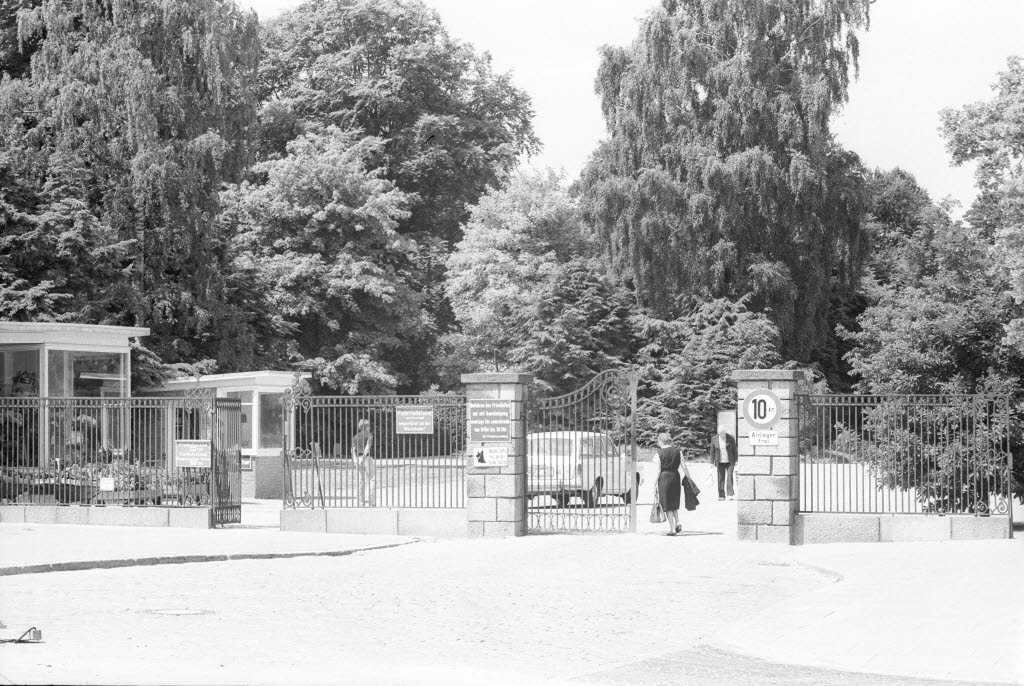
Haupteingang in der Eichhofstraße

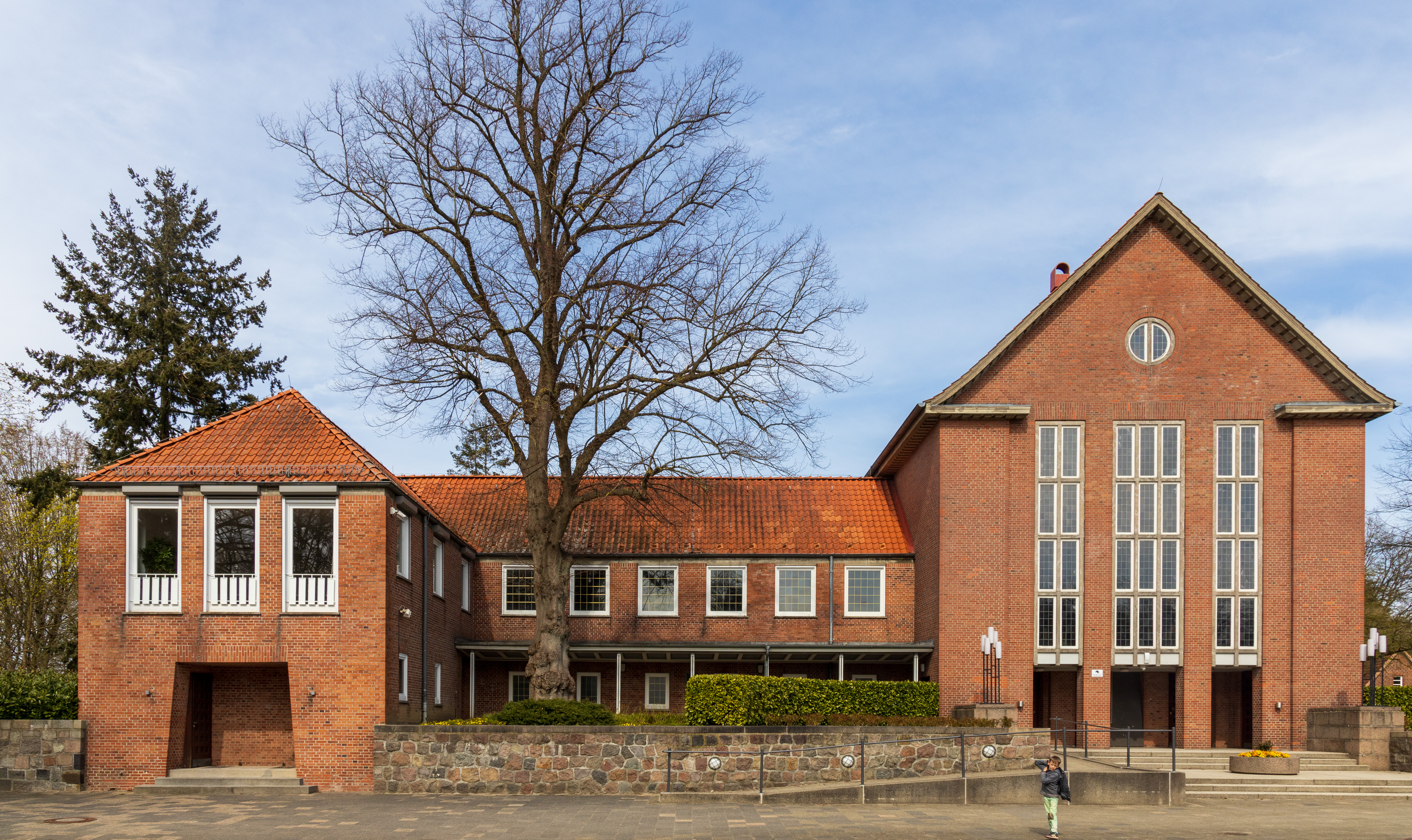
Das Krematorium

Der explosionsartige Anstieg der Kieler Bevölkerung (1860: 17.500, 1918: 243.000) hatte einen vermehrten Bedarf an Begräbnisplätzen zur Folge. Die Belegung des 1869 eröffneten Südfriedhofs nahm in den Jahren 1895–1896 so zu, dass man nach einem neuen Friedhofsgelände Ausschau hielt. Die Entscheidung fiel auf die Landstelle Eichhof des Erbpächters Carl Mordhorst. Für die Gestaltung des Grundplans wurde ein Wettbewerb ausgeschrieben, bei dem laut einer zeitgenössischen Quelle der Entwurf des Kölner Gartentechnikers Paetz den mit 1000 Mark dotierten 1. Preis erhielt. (Zwei mehr als 100 Jahre später erschienene Quellen schreiben den Entwurf anderen Urhebern zu. Nach dem Friedhofsführer aus dem Jahr 2000 erhielt der Entwurf des Kölner Gartenarchitekten Hermann Cordes den 1. Preis und wurde zur Ausführung bestimmt. Nach einer dritten Quelle aus dem Jahr 2003 sollen die Pläne von dem Gartentechniker Egon Petzke stammen. Petzke (* 1878) wurde allerdings erst 1899 volljährig und trat in jenem Jahr seine erste Stelle nach der Ausbildung an.) Der erste Bauabschnitt wurde ab 1898 angelegt und am 5. Juli 1900 eingeweiht. Der im Entwurf vorgesehene Ausbauzustand wurde nach zwei Erweiterungen in den Jahren 1910–1912 und 1913–1919 erreicht. Bei zwei späteren Erweiterungen in den Jahren 1928–1930 und 1938–1939 (Felder 39 und 50–61) wich man mit der rechtwinkligen Anlage vom bisherigen parkgleichen Landschaftsbild ab.
Nachdem die Feuerbestattung 1911 in Preußen gesetzlich zugelassen wurde, führte der bereits 1899 gegründete Kieler Feuerbestattungsverein 1912 einen Architekturwettbewerb für den Bau eines Krematoriums durch, in dem der Entwurf des Kieler Architekten Oskar Hoff mit dem 1. Preis prämiert wurde – er hatte zuvor bereits das Krematorium in der norwegischen Hauptstadt Kristiania (Oslo) gebaut. Nach einer weiteren Überarbeitung wurde dieser Entwurf 1914–1916 ausgeführt. Es galt als das älteste in der damaligen preußischen Provinz Schleswig-Holstein. Diesen Status verlor es formal 1937 mit dem Inkrafttreten des Groß-Hamburg-Gesetzes, mit dem die bis dahin Freie Hansestadt Lübeck der Provinz angegliedert wurde. In deren staatlichem Krematorium auf dem Vorwerker Friedhof fand bereits 1910 am Geburtstag Kaiser Wilhelms I. eine erste Probekremierung statt.

## Friedhofskapelle und Grabkapellen

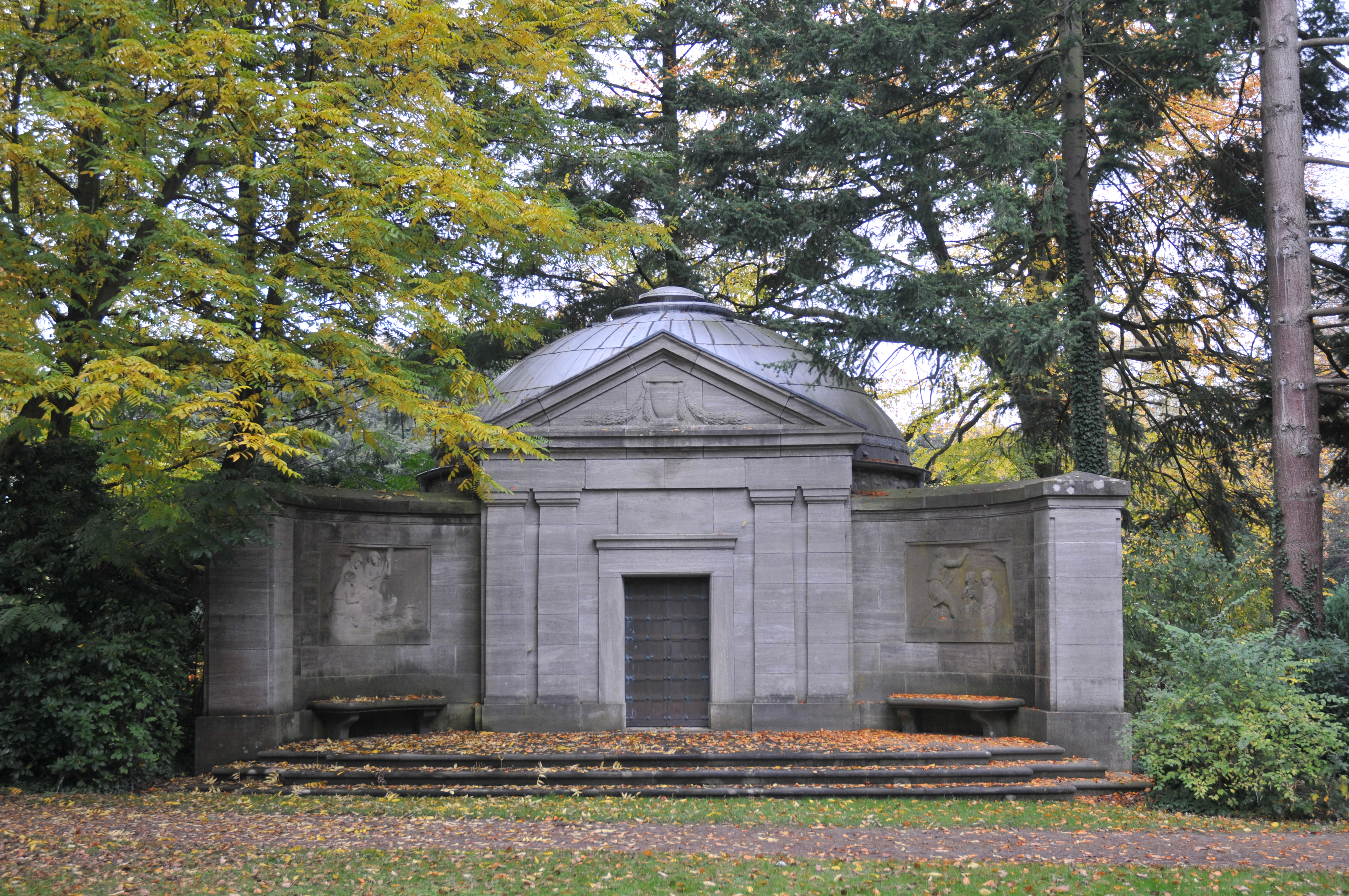
Grabkapelle Martius auf dem Parkfriedhof Eichhof

Die am 21. Dezember 1900 zum Gebrauch übergebene Friedhofskapelle des Architekten Wilhelm Voigt (1857–1916) war ein neogotischer Prachtbau am südlichen Ende der Querachse. Am 5. Januar 1944 brannte die Kapelle nach Bombentreffern aus, sie wurde ab 1950 vereinfacht wieder aufgebaut und diente von 1951 bis 1961 der Christus-Gemeinde Kronshagen als Gottesdienstraum. Im Innenraum hängt ein Triumphkreuz aus dem 16. Jahrhundert, das aus der Heiligengeist-Kirche in Kiel stammen soll und bis zu seiner Aufhängung in der Kapelle (1906 oder 1907) auf dem Dachboden der Nikolaikirche gelagert worden war.
Das Mausoleum Milberg (29) wurde 1902 als neoromanischer Zentralbau errichtet, Architekt war ebenfalls Wilhelm Voigt.
Auch die Grabkapelle Esmarch (27), ein schlichter Backsteinbau mit gewölbtem Kupferdach für den Chirurgen Friedrich von Esmarch, wurde von Voigt entworfen und 1909 gebaut. Nach ihrer Fertigstellung wurde Esmarchs Sarg aus dem Milberg-Mausoleum, wo er sich zwischenzeitlich befunden hatte, hierher überführt. Das neoklassizistische Mausoleum der Familie Martius (6) wurde in den Jahren 1915–1919 von dem Münchner Bildhauer Adolf von Hildebrand (1847–1921) geplant und gebaut.

## Grabmale

### Grabmale des St.-Jürgen-Friedhofs

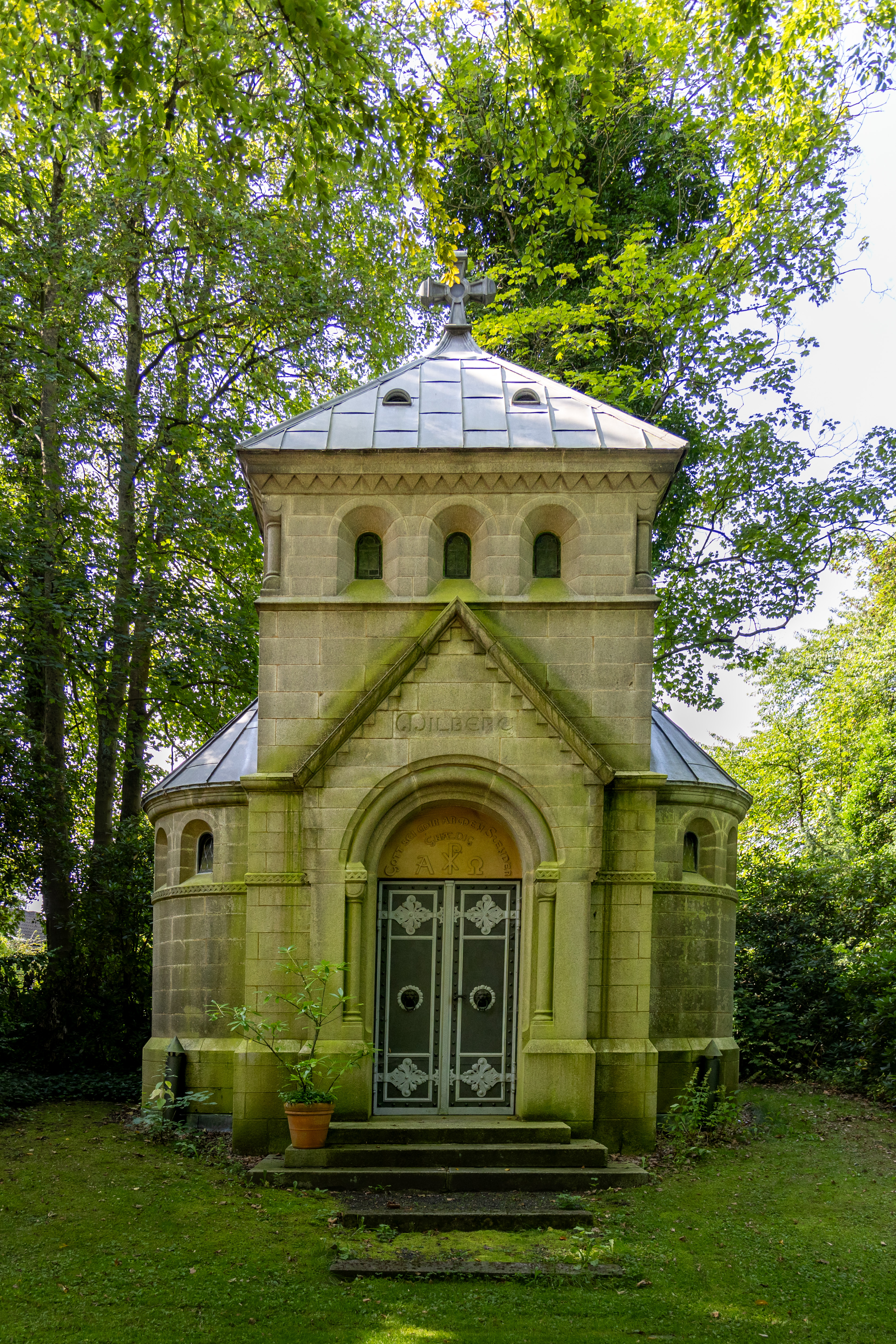
Das neoromanische Mausoleum Milberg entstand 1902.

Der St.-Jürgen-Friedhof (südöstlich der Kreuzung Ringstraße/Sophienblatt am Hauptbahnhof Kiel) wurde von etwa 1800 bis Ende 1909 aktiv genutzt. Bis zum Jahr 1954 verfiel der Friedhof zusehends und sollte der Erweiterung des Sophienblatts und einem Großparkplatz weichen. Die Gebeine wurden umgebettet. Auf dem Vorplatz der Friedhofskapelle des Parkfriedhofs Eichhof befindet sich für diese eine Sammelruhestätte, die am 12. Juni 1955 eingeweiht wurde. 64 Grabdenkmäler und Grabplatten, die unter Denkmalschutz stehen, erhielten dort ebenfalls einen neuen Platz.
Auch die Gebeine des dänischen Schriftstellers Jens Immanuel Baggesen (1764–1826) und des Philosophen Carl Leonhard Reinhold (1757–1823) wurden mit dem gemeinsamen Grabmal der beiden Freunde überführt. Sie wurden im Rahmen der Kieler Woche am 23. Juni 1955 auf dem Eichhof-Friedhof erneut beigesetzt. Das Grabmal des Komponisten Carl Loewe (1796–1869) befindet sich ebenfalls auf der St.-Jürgen-Traditionsstätte auf dem Parkfriedhof Eichhof, seine Gebeine wurden allerdings in die Nikolaikirche gebracht. Auf der Traditionsstätte finden sich Grabmale für folgende weitere Personen:
- Niels Nikolaus Falck (1784–1850), Rechtshistoriker[14]
- Franz Hermann Hegewisch (1783–1865), Arzt und Liberaler
- Johann Jacob Paul Moldenhawer (1766–1827), Botaniker

Das „Eiserne Kreuz“, Grabmal für gefallene Soldaten der schleswig-holsteinischen Armee 1848/51, wurde nicht auf den Eichhof-Friedhof, sondern auf den Nordfriedhof transferiert.

### Besonders kunstvoll gestaltete Grabmale
Das Grabmal Georg Dorn (25) mit der Figur der trauernden Germania wurde gegen Ende des Ersten Weltkrieges von Heinrich Mißfeldt (1872–1945) gestaltet. Gertrud Wiebke Schröder (1897–1977) fertigte 1932 für das Grab ihrer Eltern (44) eine Stele im Stil des Expressionismus an.

## Opfer von politischen Unruhen 1918–1920

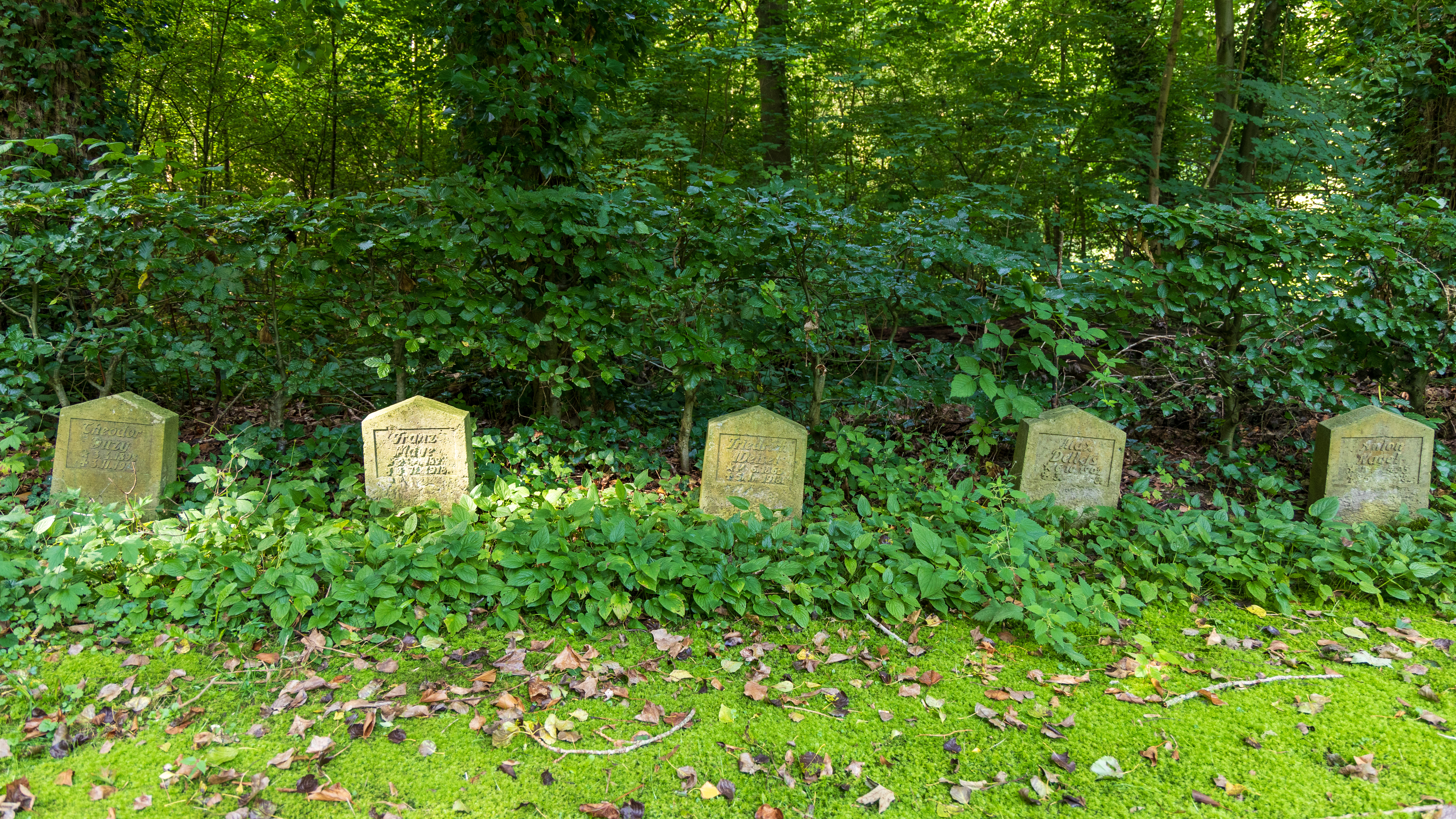
Gedenkstätte für die Opfer der Revolution 1918, Gräber der zivilen Verstorbenen des Matrosenaufstands 1918

In der sogenannten Ruhestätte der Opfer der Revolution (44) sind Opfer des Kieler Matrosenaufstandes von 1918, des Spartakusaufstandes von 1919 und des Kapp-Putsches von 1920 beigesetzt. Der spätere Reichsjustizminister Gustav Radbruch hielt am 24. März 1920 für 25 Opfer des Kapp-Putsches auf dem Friedhof die Grabrede. Die jeweils fünf Opfer von 1918 und 1919 waren zunächst in Gemeinschaftsgräbern beigesetzt worden, bevor sie im Frühsommer 1920 in die Gedenkstätte umgebettet wurden. Die heutige Gestaltung geht auf einen Entwurf des Worpsweder Gartenarchitekten Leberecht Migge aus dem Jahr 1924 zurück. Durch Terrassierung ist die höher gelegene Grabanlage von der davor befindlichen Versammlungsfläche getrennt.

## Opfer aus der Zeit des Nationalsozialismus

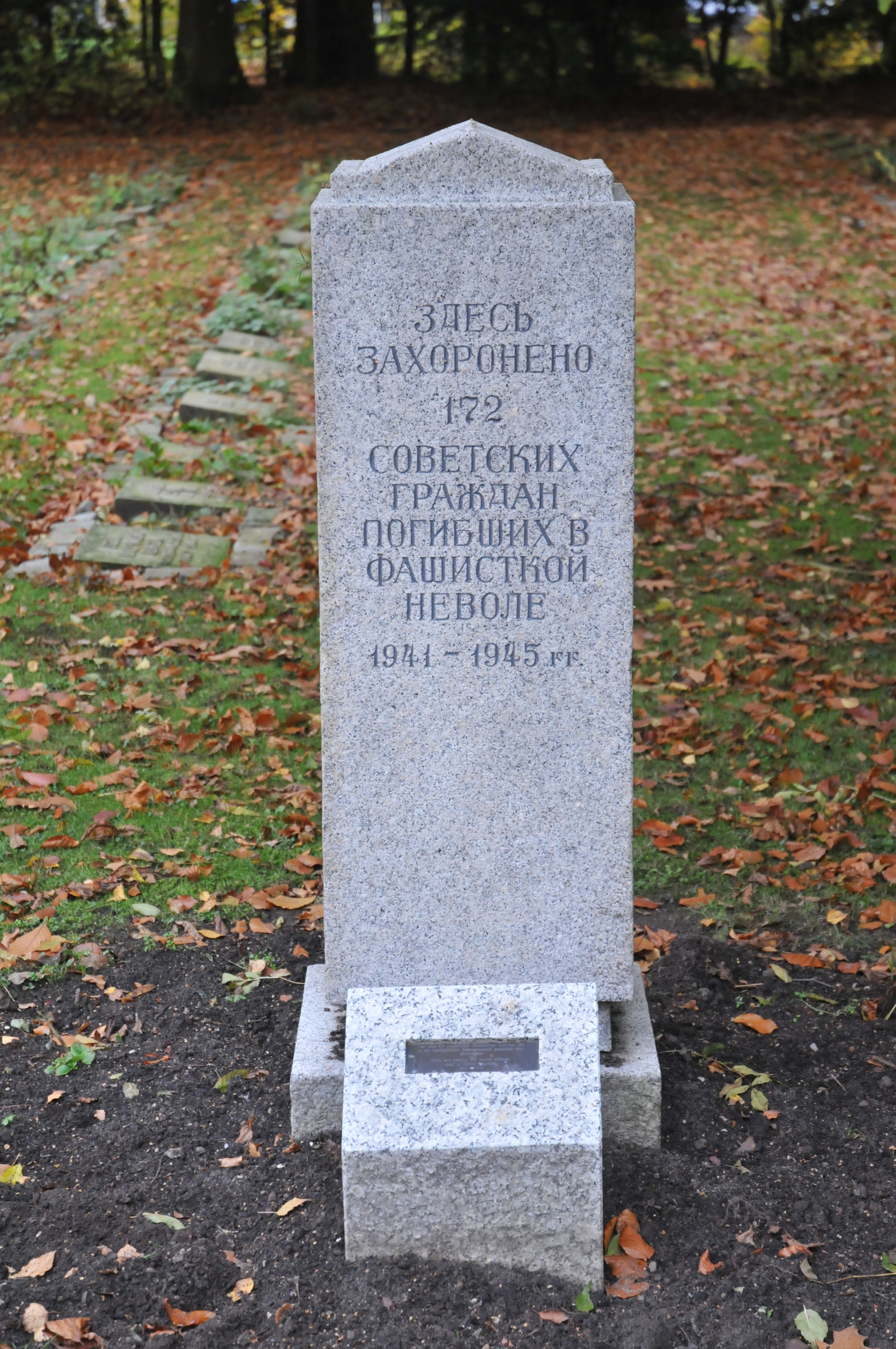
Gedenkstein für 172 Sowjetbürger

Im südwestlichen Teil des Friedhofs steht ein Denkmal für die 2835 Opfer der mehr als 90 Luftangriffe auf Kiel während des Zweiten Weltkriegs, unter ihnen auch viele ausländische Zwangsarbeiter.
In der Nachbarschaft befindet sich seit 1954 ein Ehrenmal für 172 Sowjetbürger, die zwischen 1941 und 1945 in nationalsozialistischer Gefangenschaft ihr Leben ließen (61).
In Feld 59 liegt das Grab des polnischen Radsportlers Konstanty Wollboldt (1904–1945), der 1936 an den Olympischen Sommerspielen in Berlin teilnahm. Von 1939 bis 1945 war er in den Konzentrationslagern Sachsenhausen und Neuengamme interniert und starb im Oktober 1945 an den Folgen der KZ-Haft in Kiel.
Auf dem Friedhof wurden von November 1944 bis April 1945 auch 358 Häftlinge des Arbeitserziehungslagers Nordmark in Massengräbern beerdigt. So sagte eine Anwohnerin des Friedhofs am 20. Juli 1945 in einer Eidesstattlichen Erklärung aus:

„Um 7 Uhr am 26. April stand ich an meinem Zimmerfenster, ich
hatte ein Fernglas. Ich sah, dass zwei Pferdewagen zum Abschnitt 49
kamen, die mit Leichen beladen waren. Sie waren weder in Särgen noch
in Säcken, sie waren einfach von einer Persenning bedeckt. Alle
diese Leichen wurden in ein großes Grab geworfen von SS-Männern.“

Nach 1960 wurden die Toten aus dem Massengrab auf Feld 49 durch ausländische Grabkommissionen und das Innenministerium Schleswig-Holstein exhumiert, soweit möglich identifiziert und in ihre Heimatländer überführt. Der bis dahin auf der Ostspitze des Feldes stehende Gedenkstein für dort begrabene polnische Opfer wurde anschließend auf dem Ehrenfriedhof für die Toten der Cap Arcona- und Thielbek-Katastrophe in Haffkrug aufgestellt.

## Flora und Fauna

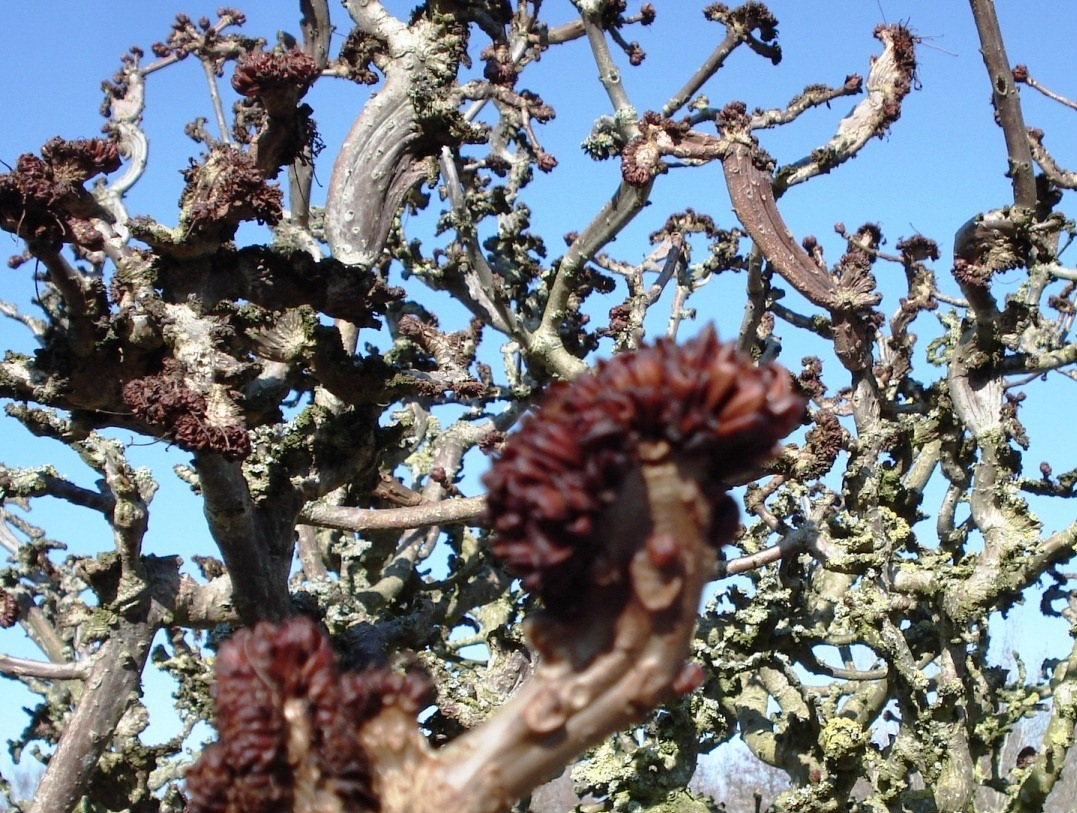
Verbänderte Rosskastanie (Aesculus hippocastanum var. ’Monstrosa’), unbelaubt. Eine Mutation, die 1933 auf dem Parkfriedhof entdeckt wurde.

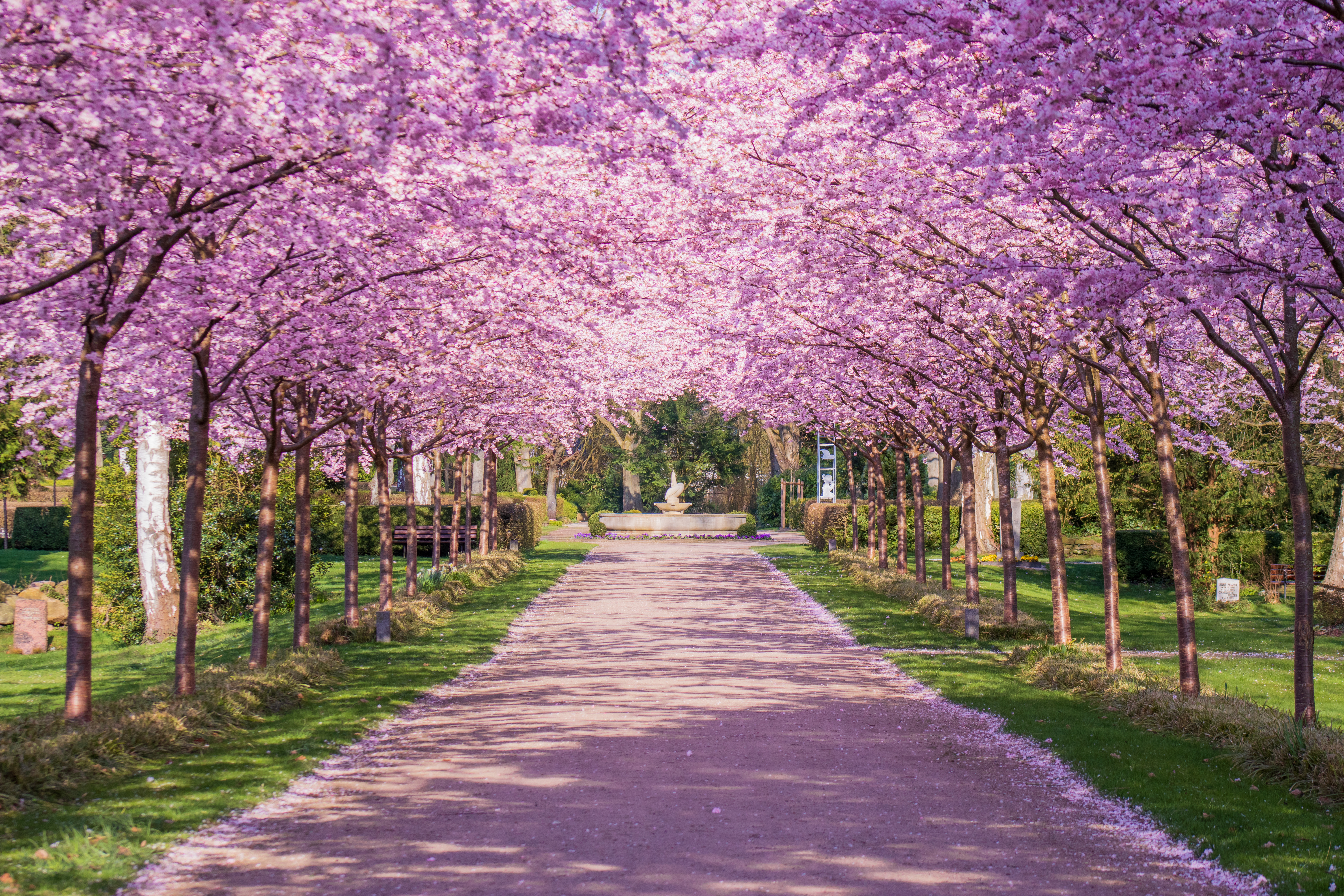
Japanische Kirschblüte auf dem städtischen Alten Urnenfriedhof in Kiel, in unmittelbarer Nachbarschaft des Parkfriedhofs Eichhof des Kirchenkreises Altholstein in Kronshagen

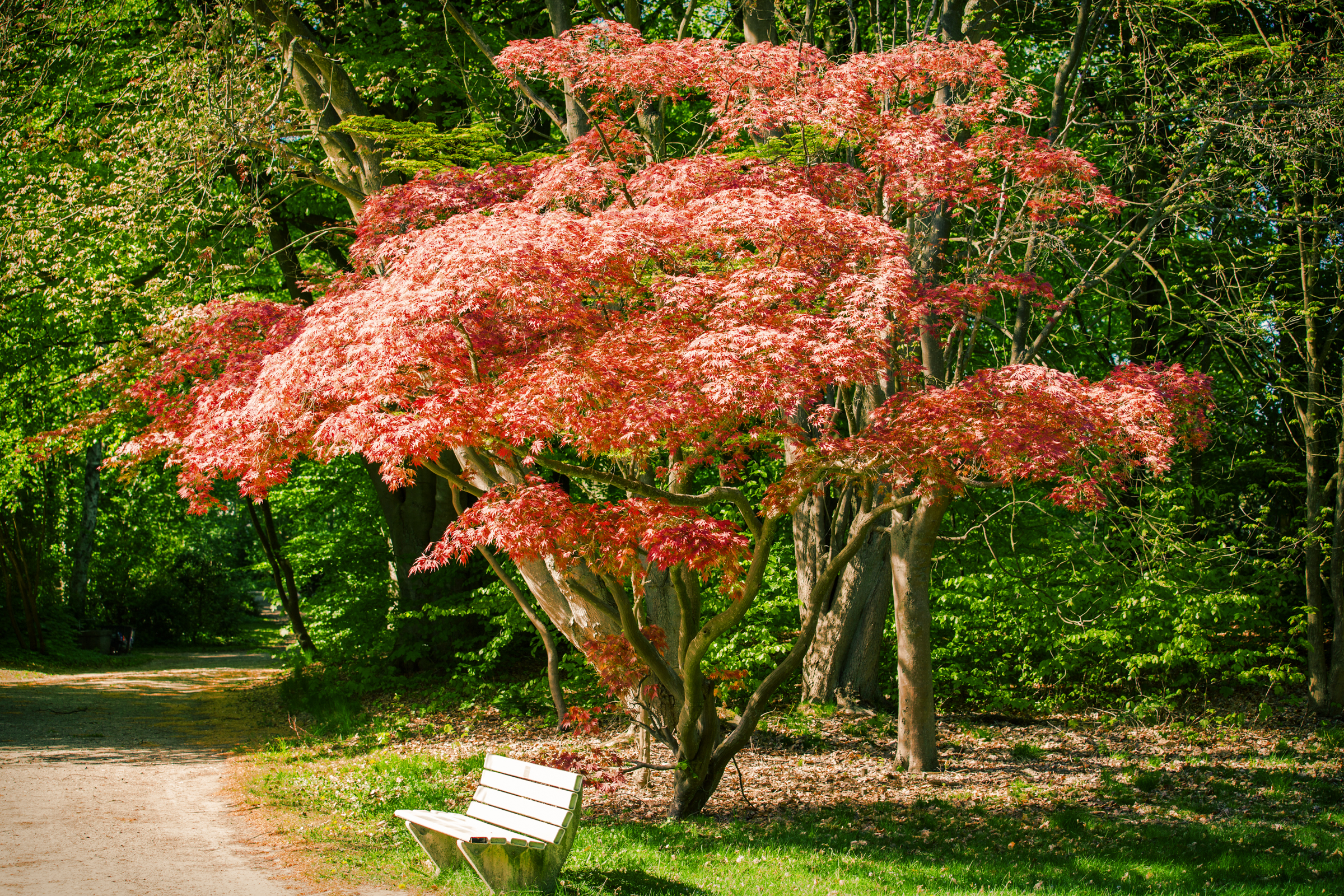
Roter Fächerahorn (Acer palmatum 'Atropurpureum')

Auf dem Parkfriedhof wachsen mehr als 430 verschiedene Gehölze.
Dem ersten Friedhofsinspektor Emil Feldmann (1865–1954, begraben auf Feld 28), der bis 1930 den Friedhof gärtnerisch betreute, sind zahlreiche, noch erhaltene dendrologische Besonderheiten zu verdanken. Ein Alpinum in der Nähe des Teiches im Westen (46) ist inzwischen überwuchert.
Zu den bemerkenswerten Gehölzen gehören eine Japanische Zelkove (Zelkova serrata, 28), eine Chinesische Halsbandpappel (Populus lasiocarpa, 34) und eine Hagebuttenbirne (X Sorbopyrus auricularis, 21).
1933 wurde an einer älteren Rosskastanie von Hermann Jacobsen (1898–1978, begraben auf Feld 30), dem Technischen Leiter des Botanischen Gartens der Universität Kiel, ein verbänderter, knorrig wachsender Zweig entdeckt. Er wurde abgeschnitten und auf einen normal wachsenden Sämling der Rosskastanie veredelt. Im Botanischen Garten Kiel ist ein Abkömmling der veredelten Mutterpflanze zu sehen; die Verbänderte Rosskastanie (Aesculus hippocastanum 'Monstrosa') wird auch als „Monster-Kastanie“ im Pflanzenhandel vertrieben.
Von 1987 bis 1998 gab es auf dem Friedhof einen Bibelgarten, der im Rahmen einer Arbeitsbeschaffungsmaßnahme mit Unterstützung des Botanischen Gartens der Universität Kiel angelegt worden war. Nach dem Auslaufen der Maßnahme erwies sich die Pflege des Gartens jedoch als zu aufwändig.
Der Friedhof beherbergt rund 80 Singvogelarten. Auch der Feldhase kann auf dem Friedhof beobachtet werden.

## Sonstiges
Am Eingang Kopperpahler Allee stand bis 2004 ein Wärterhäuschen in Fachwerk-Bauweise, das sich seitdem auf dem Gelände des Kieler Renn- und Reitervereins befindet.
Der Parkfriedhof Eichhof des Kirchenkreises Altholstein in Kronshagen wird manchmal irrtümlich gleichgesetzt mit dem städtischen Alten Urnenfriedhof der Landeshauptstadt Kiel, der sich (hinter dem Krematorium) voll auf dem Kieler Stadtgebiet befindet. Auf dem Alten Urnenfriedhof und nicht etwa auf dem Parkfriedhof Eichhof, wie vielfach irrtümlich angenommen wird, befindet sich die Allee mit der Japanischen Blütenkirsche (Prunus serrulata), auch Orientalische Kirsche, Ostasiatische Kirsche oder Grannenkirsche genannt, welche hier rechts nebenstehend abgebildet ist.

## Gräber bekannter Persönlichkeiten
Die eingeklammerten Zahlen geben die Nummer des Grabfeldes an (siehe den Übersichtsplan bei den Weblinks).
- Hans Christian Asmussen (1898–1968), Theologe (24)
- Erich Burck (1901–1994), Altphilologe (6)
- Friedrich von Esmarch (1823–1908), Mediziner (27)
- Paul Harzer (1857–1932), Astronom (46)
- Heinrich Heesch (1906–1995), Mathematiker (21)
- Rudolf Hell (1901–2002), Erfinder (8)
- Paul Husfeldt (1909–1972), Theologe und Politiker (11)
- Friedrich Junge (1832–1905), Pädagoge (9)
- Kurt Jürgensen (1929–1999), Historiker und Geschichtsdidaktiker (24)
- Gustav Körting (1845–1913), Philologe (24)
- Werner Lemke (1914–1986), Altphilologe und Lehrer am Katharineum zu Lübeck (2)
- Hermann Mandel (1882–1946), Theologe und Religionswissenschaftler (27)
- Lianne Paulina-Mürl (1944–1992), Politikerin (15)
- Hans-Hellmuth Qualen (1907–1993), Politiker (23)
- Georg von Rauch (1904–1991), Historiker (43)
- Georg von Rauch (1947–1971), „Stadtguerillero“ (43)
- Heinrich Scholz (1884–1956), Philosoph (21)
- Diedrich Schroeder (1916–1988), Bodenkundler (31)
- Gerhard Stoltenberg (1928–2001), Politiker (22)
- Ferdinand Tönnies (1855–1936), Soziologe, Nationalökonom und Philosoph (8)
- Friedrich Voß (1872–1953), Ingenieur (11)